# Rhododendron rousei
Rhododendron rousei är en ljungväxtart som beskrevs av G. Argent och D. Madulid. Rhododendron rousei ingår i släktet rododendron, och familjen ljungväxter. Inga underarter finns listade i Catalogue of Life.